# Slatiniště u Vrbky
Slatiniště u Vrbky je přírodní památka vyhlášená v roce 2006. Nachází se jižně od města Budyně nad Ohří na katastrálním území Vrbka u Roudníčku a Mšené-lázně v okrese Litoměřice. Chráněné území je v péči Krajského úřadu Ústeckého kraje.

## Předmět ochrany
Důvodem ochrany je reliktní mokřadní biocenózy vázané na ložisko slatinného humolitu.